# Lucy Staniforth
Lucy Staniforth, née le 2 octobre 1992 à York, est une footballeuse internationale anglaise qui joue en tant que milieu relayeuse pour Aston Villa. Mark Sampson, ancien entraîneur de l'équipe d'Angleterre, la décrit comme « l'une des meilleures jeunes joueuses d'Europe ».

## Biographie

### En club
Alors qu'elle n'avait que 16 ans, Staniforth a commencé à jouer pour la première équipe de Sunderland. Dans sa première saison en football senior, Staniforth a joué un rôle déterminant dans la victoire de Sunderland dans la division nord de la Premier League féminine FA et à atteindre la finale de la Coupe féminine FA 2009, où elle a été battue 2 à 1 par Arsenal. La saison suivante, Staniforth a joué un rôle clé dans le succès de Sunderland, qui a terminé cinquième lors de sa première saison de retour au plus haut niveau.
Lorsque Sunderland a échoué en 2010 pour rejoindre la Super League féminine, Staniforth a rejoint le candidat retenu, Lincoln Ladies. Elle a commencé chaque match de sa première saison au club en marquant trois fois. Le plus notable de ses buts lors de sa première saison en Super League féminine a été marqué à l'extérieur, à Doncaster Belles. Staniforth a aidé son équipe à atteindre la quatrième place de la ligue.
Au cours de la saison 2012, Staniforth a nettement amélioré son score en inscrivant 6 autres buts dans toutes les compétitions. Lors des deux derniers matchs  de la saison, elle a marqué des buts gagnants pour Lincoln : un lob extravagant de 35 mètres contre Everton Ladies et contre Chelsea Ladies, élevant l'équipe au cinquième rang du tableau.
En décembre 2012, il a été annoncé que Staniforth rejoindrait la Bristol Academy, contre qui elle avait marqué deux fois lors de la précédente saison FA WSL de 2012. Staniforth a marqué son premier but pour le club à domicile contre le Doncaster Rovers Belles, avec un parcours de 22 verges. Lors de sa première saison au Stoke Gifford Stadium, Staniforth a atteint la deuxième finale de la Coupe féminine FA de sa carrière. Pendant le match, elle a subi une grave blessure au genou et a été étendue sur une civière. Après avoir passé peu de temps au club, Staniforth a ensuite passé le reste de la saison à l'écart, son plan étant de revenir à temps pour la saison 2014. Bristol a terminé la saison en finale, perdant 2-0 lors de la dernière journée de la saison contre le champion de Liverpool.
En février 2014, Staniforth a rejoint Liverpool, champion en titre de la FA WSL, pour un montant annoncé à cinq chiffres,,. Staniforth a été blessée en pré-saison, cette fois au ligament croisé antérieur de son autre jambe, ce qui l'a mise hors jeu pendant toute la saison 2014. Malgré l'absence de temps de jeu à cause d'une blessure, le club de Staniforth à Liverpool a remporté le titre de FA WSL pour la deuxième année consécutive.
En janvier 2016, il fut annoncé que Staniforth avait quitté Liverpool et était rentrée à Sunderland avec un contrat de deux ans.
Au début de la saison 2017, Lucy s'est vu confier la responsabilité de tirer les penaltys pour son club. Aux cinquième et sixième tours de la Coupe féminine FA, contre Aston Villa et Chelsea respectivement, Staniforth a marqué depuis le point de penalty. Elle a ensuite marqué deux autres fois en championnat, depuis le point face à son ancien club de Bristol City et directement depuis un corner contre Yeovil Town avec l’extérieur du pied.
Après le départ de Steph Bannon du club, Staniforth a été nommée capitaine du club de Sunderland en juillet 2017. Pendant la saison 2018, elle a marqué à la fois contre Sheffield et Liverpool et a inscrit un doublé contre Aston Villa. Au quatrième tour de la Coupe d'Angleterre contre le LFC Brighouse Town, Lucy Staniford a inscrit un tour du chapeau en deuxième mi-temps - le premier tour du chapeau de sa carrière senior. Au cours de la saison inaugurale de Staniforth en tant que capitaine, elle a été nommée Joueuse de la Saison pour son club et nommée pour le But de la saison aux FAWSL Awards.
En 2018, elle rejoint Birmingham City.
Le 6 janvier 2023, Lucy Staniforth quitte Manchester United pour signer à Aston Villa pour un an et demi,.

### En sélection
Staniforth a joué pour l'Angleterre à la Coupe du monde des moins de 17 ans 2008 en Nouvelle-Zélande, marquant un excellent but face au Japon en quart de finale. L'Angleterre a terminé quatrième de la compétition.
En juillet 2009, Staniforth a également participé au Championnat d'Europe féminin des moins de 19 ans de l'UEFA 2009 en Biélorussie, remporté par l'Angleterre. En son temps avec les moins de 19 ans, elle a marqué deux fois. En 2010, Staniforth a aidé l'Angleterre à atteindre la finale du Championnat d'Europe féminin des moins de 19 ans de l'UEFA 2010 dans l'Ancienne République yougoslave de Macédoine, où elle a perdu son titre face à la France. Plus tard cet été, Staniforth a disputé deux matchs en Angleterre lors de la Coupe du monde féminine des moins de 20 ans en Allemagne.
Staniforth a ensuite rejoint les rangs de l'équipe des moins de 23 ans, faisant ses débuts contre la Norvège en février 2012. Staniforth a réalisé un impressionnant parcours de 25 verges lors du premier match du tournoi La Manga des quatre nations des moins de 23 ans, aidant ainsi son équipe à battre la Suède 2-0.
Elle a reçu son premier appel dans l'équipe senior anglaise pour le match de qualification de la Coupe du monde 2019 contre la Russie au Sapsan Arena de Moscou le 8 juin 2018. Elle a atteint sa première sélection le 4 septembre 2018 lors d'un match de qualification de la Coupe du monde contre le Kazakhstan, inscrivant un but à la 66e minute. Staniforth a marqué le premier but lors du dernier match de la Coupe SheBelieves 2019, contribuant ainsi à la victoire 3-0 des Lionnes sur le Japon et à remporter le tournoi international pour la première fois .
Le 8 mai 2019, Staniforth a été convoqué pour faire partie des 23 joueuses de l'équipe d'Angleterre pour la Coupe du monde 2019 en France.

## Vie privée
Staniforth vient d'une famille de footballeurs, où son père et son frère étaient des professionnels. Gordon Staniforth, son père, a joué pour York City et Hull City, son club d'origine, ainsi que pour une foule d'autres clubs. Son frère, Tom, a également joué pour Sheffield Wednesday mais est décédé à l'âge de 20 ans. Tout au long de sa carrière, Lucy a porté le numéro 37, le numéro de Tom dans l'équipe de Sheffield Wednesday. Après avoir marqué le premier but de Lincoln lors de la victoire 3 à 0 WSL à Doncaster Rovers Belles, Lucy a révélé un t-shirt rendant hommage à Tom à l'occasion du dixième anniversaire de son décès,.

## Palmarès

### En club
- Liverpool Ladies
  - Super League féminine : 2014
- Bristol Academy
  - Super League féminine : 2013, finaliste
  - Coupe féminine : 2013, finaliste
- Sunderland Ladies
  - Coupe féminine : 2009, finaliste
  - Joueuse de l'année : 2018
  - But de la saison FA WSL : 2018-19, nomination

### À l'international
- Angleterre
  - Coupe SheBelieves : 2019